# Obrium quadrifasciatum
Obrium quadrifasciatum es una especie de escarabajo longicornio del género Obrium, categorizada en la tribu Obriini, de la subfamilia Cerambycinae. Fue descrita por Zajciw en 1965.

## Descripción
Mide 6 mm de longitud.

## Distribución
Se distribuye por Brasil.